# Armata 17-funtowa

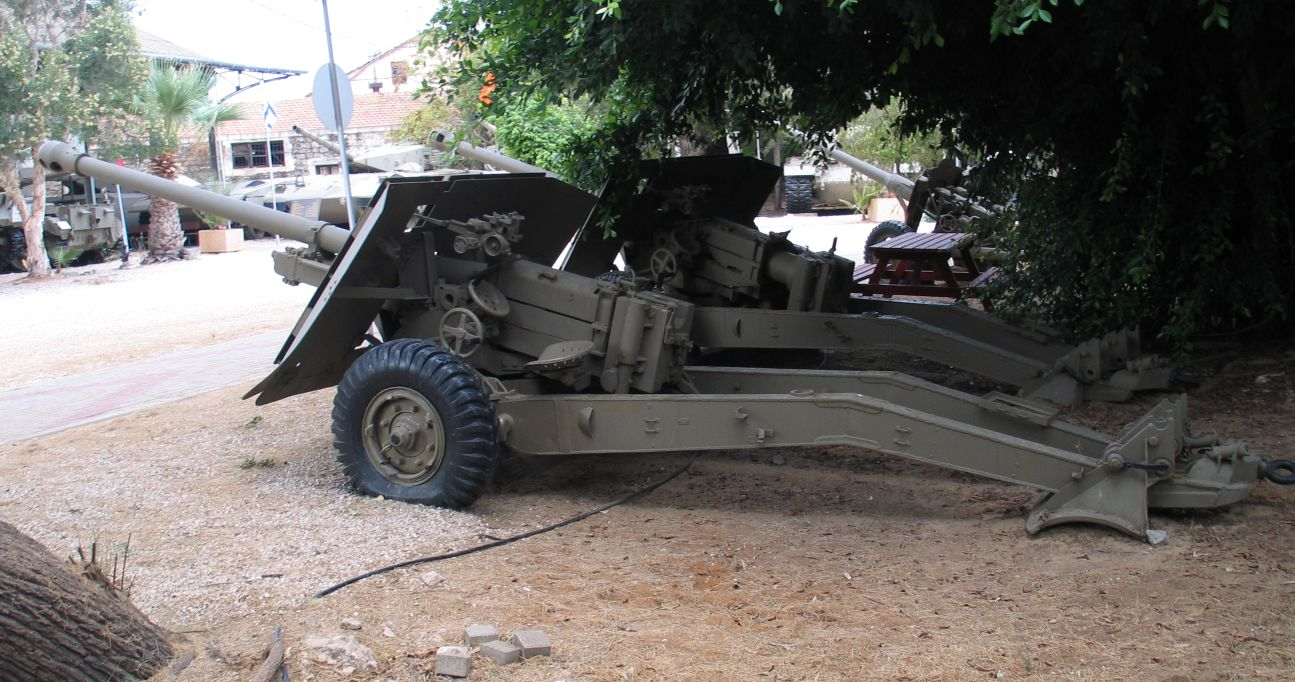

Armata 17-funtowa (ang. Royal Ordnance Quick Firing 17-pounder) – brytyjskie działo przeciwpancerne kalibru 76,2 mm z okresu II wojny światowej. Pociski APDS były w stanie zniszczyć nawet najcięższe niemieckie czołgi, był to praktyczny odpowiednik słynnej niemieckiej armaty 88 mm. Po wojnie, w roli artylerii przeciwpancernej została zastąpiona przez działo bezodrzutowe BAT 120 mm, a w roli armaty czołgowej przez działo 20-funtowe.

## Historia

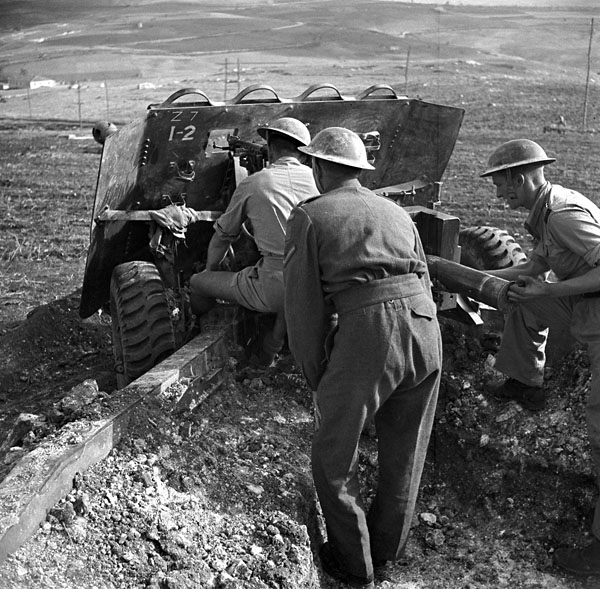

Wojsko brytyjskie już w 1940 zdało sobie sprawę, że używane wówczas armaty 6-funtowe już wkrótce staną się niewystarczające w miarę wzrostu opancerzenia czołgów i rozpoczęto już wówczas prace projektowe nad nową bronią, które została zakończone w 1941.
Pierwsze, prototypowe jeszcze egzemplarze tego działa, zeszły z linii produkcyjnej na wiosnę tego roku, a po raz pierwszy zostały użyte bojowo we wrześniu 1942, kiedy zostały pośpiesznie wysłane do Afryki Północnej po pojawieniu się tam niemieckich czołgów Tiger. Pośpiech był tak wielki, że działa zostały wysłane jeszcze zanim skonstruowano dla nich nowe lawety i tymczasowo zostały wyposażone w podwozia od haubic 25-funtowych. Ten pierwszy model tego działa był znany jako „17/25-pounder”.
W ostatecznej już formie działa te weszły do produkcji w 1943 i zadebiutowały bojowo w czasie kampanii włoskiej. W 1944 wprowadzono amunicję typu APDS z prędkością wylotową prawie 1203,96 m/s, która pozwalała armacie 17-funtowej na przebicie pancerza grubości 192 mm z odległości 1000 m.

## Modele produkcyjne

### Mark I
Pierwsza wersja produkcyjna

### Mark II
Wersja czołgowa, hamulec wylotowy został zastąpiony przeciwwagą, ale w marcu 1944 po wprowadzeniu amunicji APDS przywrócono hamulec wylotowy. Wersja Mk. II była używana w niszczycielu czołgów Archer i czołgu pościgowym Challenger.

### Mark III
Wersja opracowana przez brytyjską marynarkę, nie użyta bojowo.

### Mark IV
Inna wersja czołgowa z inaczej otwieranym zamkiem, nie użyta bojowo.

### Mark V
Odmiana Mk IV z innym mocowaniem pozwalającym na użycie działa w pojeździe Achilles.

### Mark VI
Odmiana Mk. IV z krótszym zamkiem.

### Mark VII
Kolejna modyfikacja zamka wersji Mk. IV.

### 77 mm HV
Ponieważ część zamkowa działa 17-funtowego była zbyt duża, aby zmieścić się w wielu czołgach, zaprojektowano nową, krótszą wersję zamka na krótsze, ale grubsze naboje (ale z tymi samymi pociskami 76,2 mm). Amunicja do nowej armaty nie pasowała do poprzedniej wersji armaty 17-funtowej i aby uniknąć zamieszania, nowe działo zostało nazwane „77 mm HV'” (pomimo że faktycznie było kalibru 76,2 mm). Ta wersja użyta była w czołgach Comet.

## Pojazdy uzbrojone w armatę 17-funtową
- Challenger
- Archer
- Sherman Firefly VC
- Achilles
- Centurion
- Comet